# Kyle Lowry
Kyle Terrell Lowry (Filadèlfia, 25 de març de 1986) és un jugador de bàsquet professional estatunidenc dels Miami Heat de la National Basketball Association (NBA). Amb els Raptors, ha estat sis vegades NBA All-Star i va ser nomenat membre del tercer equip All-NBA el 2016. Lowry va guanyar un campionat de l'NBA amb Toronto el 2019, el seu primer títol de la història de la franquícia. Va ser membre de la selecció nacional de bàsquet dels Estats Units que va guanyar una medalla d'or als Jocs Olímpics d'estiu del 2016.
Lowry va jugar dues temporades de bàsquet universitari amb els Villanova Wildcats abans que fos seleccionat pels Memphis Grizzlies a la primera ronda del draft de l'NBA del 2006 amb la 24a selecció general. Va començar la seva carrera a l'NBA amb Memphis i els Houston Rockets abans de ser intercanviat a Toronto. En la seva segona temporada amb els Raptors, els va ajudar a assolir els playoffs per primera vegada en set anys i guanyar un títol de la Divisió Atlàntica durant la temporada 2013-14. El 2015-16, va liderar els Raptors a 56 victòries, el total més alt de la història de les franquícies aleshores, així com a les finals de la Conferència de l'Est per primera vegada.

## Biografia
Nascut i criat al nord de Filadèlfia, Lowry és un dels dos fills de Marie Holloway i Lonnie Lowry Sr., al costat de Lonnie Jr., el seu germà gran de cinc anys. El seu pare vivia a deu minuts de casa de la família, que incloïa també la germanastra de Lowry, Laquita. Lonnie Sr. es va allunyar de la família quan Kyle tenia uns set anys, deixant-lo a ell i als seus germans per ser criats per la seva mare i la seva àvia disciplinària.

### Formació
Lowry va assistir al Cardinal Dougherty High School de Filadèlfia i va exercir de guàrdia per a l'equip de bàsquet universitari de l'escola.
Considerat un reclut de cinc estrelles per Rivals.com, va ser classificat com el guardià número 6 i el jugador número 28 als Estats Units el 2004.

### Carrera universitària
En la seva temporada de primer any a Villanova, Lowry va ser nomenat a l'equip de tots els debutants del Big East i va rebre la fitxa de Big Five de l'any de Filadèlfia. En 24 partits (3 arrencades), va fer una mitjana de 7,5 punts, 3,2 rebots, 2,0 assistències i 1,3 robatoris per partit.
El 27 de febrer de 2020, la samarreta número 1 de Lowry va ser retirada pels Villanova Wildcats.

## Carrera professional

### Memphis Grizzlies (2006-2009)
Lowry va ser seleccionat pels Memphis Grizzlies amb la 24a selecció general del draft de l'NBA del 2006. Va jugar en deu partits com a novell abans de patir un canell trencat contra els Cleveland Cavaliers el 21 de novembre de 2006. Posteriorment va ser sotmès a una cirurgia de final de temporada. Va tornar la temporada 2007-08 i va participar en els 82 partits dels Grizzlies. La temporada 2008–09 Lowry i el bon amic Mike Conley Jr. competien pel temps de joc i la posició de guàrdia del punt de partida. El gener de 2009, Lionel Hollins va ser nomenat entrenador principal de l'equip i Lowry es va dir que l'equip dedicaria els minuts del titular a Conley. Lowry no estava satisfet amb el seu paper i alguns de l'organització el consideraven una mala influència en la llista.

#### Houston Rockets (febrer de 2009-2012)
El 19 febrer 2009, va ser enviat als Houston Rockets.
Condemnat a substituir Aaron Brooks durant la seva primera temporada i mitja a Houston, va aprofitar la lesió d'aquest últim a l'inici de la temporada 2010-2011 per consolidar-se com a titular. Va romandre en el cinc inicial després del retorn de Brooks d'una lesió, fins i tot va portar al seu traspàs als Phoenix Suns.
Esdevingut llavors el titular indiscutible, va esclatar als ulls del gran públic. El 20 de març de 2011, va gravar el seu primer triple-doble amb 28 punts, 10 assistències i rebots contra els Utah Jazz. El 21 de març de 2011, va ser escollit jugador de la setmana del 20 de març de per a la Conferència Oest, amb unes mitjanes de 19,3 punts, 7,5 assistències, 7,3 rebots mentre disparava el 53 % dels quals 45 % en tres punts.
Després de quatre temporades a Houston, va ser enviat als Toronto Raptors el 5 juliol 2012, a canvi de Gary Forbes.
La seva primera temporada va acabar malament a l'ombra de José Calderón, el base titular, i els Raptors van acabar en 10 posició. de la Conferència Oriental.
Durant la temporada 2013-2014, gràcies a la marxa de Calderon a Detroit com a part del traspàs de Rudy Gay a Toronto, després la sortida d'aquest últim a Sacramento, Kyle Lowry es va consolidar com un dels líders de l'equip amb DeMar DeRozan. Va batre els seus rècords de minuts jugats per partit (36), punts anotats per partit (17,9), assistències (7,4) i rebots (4,7). Va ser nomenat millor jugador de la Conferència Est de la setmana del 27 de gener al 2 de febrer. El duo Lowry-DeRozan porta Toronto per classificar-se per als playoffs en acabar 3 a la Conferència Est i 1 a la Divisió Atlàntica (48W-38D, millor registre des de la creació de la franquícia).
Els Raptors s'enfronten als Brooklyn Nets a la 1 ronda dels playoffs en una sèrie especialment competitiva. Kyle Lowry va fer una mitjana de 21,1 punts, 4,7 assistències i 4,7 rebots (40 % en trets). En el decisiu joc 7, queden sis segons i els Nets porten 104-103, amb Toronto en possessió: Kyle Lowry rep la pilota i ataca al cap de la raqueta, teixint entre Kevin Garnett i Alan Anderson abans de fer un xut finalment bloquejat al timbre per Paul Pierce. Els Raptors queden eliminats mentre que per a molts observadors, Kyle Lowry es podria haver beneficiat de dos tirs lliures després d'una falta de Garnett.
A la temporada 2014-15, Kyle Lowry va ser seleccionat per als cinc titulars de l’All-Star Game. Aquesta temporada, els Toronto Raptors es van classificar per als playoffs amb un rècord de 49 victòries per 33 derrotes (Kyle Lowry va tenir un paper important en això amb mitjanes de 17 punts, 4 rebots i 6 assistències per partit). Els Raptors van ser eliminats per 4-0 a la primera ronda pels Washington Wizards. Per segona temporada consecutiva, Kyle Lowry va ser seleccionat en els cinc inicials per a l’All-Star Game 2016 que va tenir lloc a Toronto.
La temporada 2015-2016 va ser molt bona estadísticament amb més de 21 punts, quasi 5 rebots, 6 assistències i 2 robatoris per partit, fet que li va valdre ser seleccionat entre els tercers cinc millors de la lliga.
Els Raptors es classifiquen per als playoffs amb un rècord de 56 victòries i 26 derrotes (nou rècord de la franquícia). A la primera ronda contra els Indiana Pacers, Lowry va tenir mals partits amb un baix percentatge de tirs, però els Raptors van guanyar la sèrie en 7 rondes. A la segona ronda, contra els Miami Heat, Lowry va anotar un triple des de mitja pista al timbre per forçar la pròrroga (els Raptors, però, van perdre aquest primer partit 96 a 102). Durant el 5 ronda, a Toronto, Kyle Lowry va anotar un important 3 punts a 52 segons del final del temps reglamentari, que va permetre als Toronto Raptors liderar 93 a 87. Els Raptors guanyen la sèrie 4 victòries a 3. A la final de conferència contra els Cleveland Cavaliers, Lowry va tenir un pobre percentatge de tirs, però va tenir dos bons jocs en les dues victòries de Toronto en contra. Lowry anota 36 punts a la 6 ronda, perdut davant els Cavs.
La temporada 2016-2017 és la seva millor estadísticament. El 28 novembre 2016, Lowry va establir un rècord de franquícia fent sis de 24 triples en una victòria de 122–95 sobre els Philadelphia 76ers. EL1L’1 de gener de 2017, anota 20 dels seus 41 punts, el seu rècord de la temporada, al quart quart per una victòria de 123–114 dels Raptors sobre els Lakers de Los Angeles (també agafa 9 rebots i fa 7 assistències) [ 2 ]. El 5 abril 2017, tornant d'una absència de 18 partits amb una lesió al canell, va jugar 42 minuts, sumant 27 punts i 10 assistències per ajudar els Raptors a recuperar-se d'un desavantatge de 20 punts a la primera meitat a una victòria de 105-102 sobre. els Detroit Pistons.
A la segona ronda de la sèrie de playoffs dels Raptors contra els Cleveland Cavaliers, Lowry es va esquinçar el turmell esquerre al tercer quart del joc 2 i va agreujar la seva lesió mentre intentava escalfar per al joc 3. Amb una quarta derrota amb un marcador de 109-102 contra els Cavaliers en el quart partit, els Raptors van quedar fora dels playoffs. Després d'aquesta eliminació, Lowry va rebutjar la seva opció de jugador de 12 milions de dòlars per a la temporada 2017-18 i es va convertir en un agent lliure sense restriccions
Abans de començar la temporada 2017-2018, Lowry va signar un nou contracte de tres anys amb els Raptors el 7 juliol 2017. El 27 octubre 2017, va registrar el seu primer triple-doble de la temporada i el vuitè com a Raptor amb 11 punts, 12 assistències i 10 rebots en una victòria de 101–92 sobre Los Angeles Lakers. El 23 gener 2018, va ser seleccionat com a suplent per al NBA All-Star Game 2018, marcant la seva quarta selecció consecutiva.
En el segon joc de la sèrie de playoffs de la primera ronda dels Raptors contra els Washington Wizards, Lowry va anotar 13 punts i un màxim de 12 assistències i Toronto va prendre una avantatge de 2-0 en els playoffs per primera vegada en la història de la franquícia amb 130 -119 victòria. A la segona ronda, els Raptors van ser escombrats per segon any consecutiu pels Cleveland Cavaliers.
El 22 de novembre de 2021, Kyle Lowry va dir a Undefeated que signaria un contracte d'un dia amb els Toronto Raptors perquè es pogués retirar. Segons Lowry, els anys que va passar amb els Raptors van ser els millors anys de la seva carrera, fins ara.

#### Miami Heat (2021-gen. 2024)
Agent lliure a l'estiu del 2021, Kyle Lowry arriba al Miami Heat per un contracte de tres anys i 90 milions de dòlars mitjançant sign-and-trade.

#### Philadelphia 76ers (des del febrer de 2024)
El gener de 2024, va ser cedit als Charlotte Hornets per Terry Rozier Va negociar una compra i després va signar un contracte amb els Philadelphia 76ers.

## Llista de premis

### Franquícia
- Campió de l'NBA el 2019 amb els Toronto Raptors.

- Campió de la Conferència Est amb els Toronto Raptors el 2019.

- Campió de la Conferència Est el 2023 amb el Miami Heat.

### Selecció nacional
- Medalla d'or als Bàsquet als Jocs Olímpics d'estiu de 2016.

### Distincions personals
- 6 seleccions de l'NBA All-Star Game el 2015, 2016, 2017, 2018, 2019 i 2020

- Tercer equip de l'NBA 2016

- Votat jugador del mes de la Conferència Est el gener 2016 (amb el seu company d'equip DeMar DeRozan)[11]